# Georges Faudet
Georges Faudet (* 16. Dezember 1901 in Paris; † 21. Juli 1970 in Saint-Maur-des-Fossés) war ein französischer Radrennfahrer.

## Sportliche Laufbahn
Faudet war im Straßenradsport und im Bahnradsport aktiv. Auf der Straße hatte er keine Erfolge. Von 1925 bis 1935 war er Unabhängiger und Berufsfahrer.
Faudet bestritt eine Reihe von Sechstagerennen. 1928 siegte er im Sechstagerennen von Marseille mit Gabriel Marcillac als Partner. 1927 in New York und Detroit mit Gabriel Marcillac, 1928 in Paris mit Gabriel Marcillac wurde er jeweils Zweiter.
1926 und 1927 gewann er den renommierten Prix Goullet-Fogler auf der Winterbahn von Paris Vélodrome d’Hiver mit Alfred Letourneur als Partner. Im Zweier-Mannschaftsfahren errang er im Verlauf seiner Karriere einige Siege und Platzierungen.
1933 gewann er beim Grand Prix de Paris den Wettbewerb hinter Tandems.
Im Jahr 1927 eröffnete Georges Faudet ein Fahrradgeschäft.